# (1790) Volkov
Pour les articles homonymes, voir Volkov.
(1790) Volkov est un astéroïde de la ceinture principale, ainsi baptisé en hommage à Vladislav Volkov (1935-1971), cosmonaute soviétique décédé accidentellement lors de la dépressurisation brutale de la capsule Soyouz 11.